# نبرد کورنت
نبرد کورنت در سال 146 قبل از میلاد، که به عنوان نبرد لوکاپترا یا نبرد لفکوپترا نیز شناخته می شود، درگیری تعیین کننده ای بود که بین جمهوری روم و ایالت-شهر یونانی کورینث و متحدانش در اتحادیه آخائیان درگرفت . این نبرد پایان جنگ آخائیان و آغاز دوره تسلط رومیان در تاریخ یونان بود و همچنین به دلیل نابودی کامل و کامل کورنت توسط رومیان در عواقب آن قابل توجه است.

## پیش زمینه
از چند دهه قبل بین اتحادیه و رم اختلافاتی بود اما پس از تمایل اتحادیه به افزودن اسپارت این اختلافات گسترش یافت کاسیوس دیو گزارش داد که این آخاییان (یونانی‌ها) بودند که اختلاف را آغاز کردند، اما توسعه طلبی روم، عوام فریبی آخاییان و شکست دیپلماسی هم مؤثر بوده‌است. سنای روم به لوسیوس مومیوس، یکی از کنسول‌های قدیمی، دستور داد تا برای خاموش کردن شورش از اکهائی به یونان برود

## مقدمه
رومی‌ها که از مقدونیه، که به تازگی به یک استان روم تبدیل شده بود، در حرکت بودند، در نبرد اسکارفیا ارتش آخایی را تحت فرماندهی کریتولاوس شکست دادند. این شکست باعث سردرگمی و وحشت بزرگی در جهان یونانی شد، بطوریکه پس از آن تعدادی از شهرها تسلیم رومیان شدند. با این حال، بسیاری از اعضاء اتحادیه، به ویژه کورنت، در اطراف دیائوس جمع شدند، و او را به عنوان جایگزینی کریتولائوس انتخاب کردند و برای ادامه جنگ تصمیم گرفتند. پس از نبرد، فرمانده رومی از طریق بئوتیه پیشروی کرد، متحدان آخائی را در منطقه شکست داد و چندین شهر تسلیم شدند و با آنها به خوبی رفتار شد. او پیشنهاد صلح به اتحادیه داد، اما توسط دیائوس این پیشنهاد رد شد. در سال ۱۴۶ قبل از میلاد، لوسیوس مومیوس وارد منطقه شد، متلوس را به مقدونیه بازگرداند و تمام نیروهای رومی را در منطقه جمع کرد، که بالغ بر ۲۳۰۰۰ پیاده و ۳۵۰۰ سوار (احتمالاً دو لژیون به اضافه متحدان ایتالیایی) و نیز متحدان کرتانی و پرگامی بود. با این نیرو، او به سمت پایتخت اتحادیه پیشروی کرد، جایی که ژنرال دیائوس با ۱۴۰۰۰ پیاده و ۶۰۰ سواره اردو زده بود

## نبرد
رومی‌ها نیروهای کمکی ایتالیایی خود را به عنوان مأمور مراقبت انتخاب کرده بودنداین امر باعث می‌شود که آخانیان با تحمیل تلفات قابل توجه و تقویت روحیه خود، حمله شبانه موفقی را به اردوگاه نگهبان پیشروی رومی انجام دهند. به جهت پیروزی‌های اولیه اخائیان به جنگ تشویق شدند در جنگ نیروهای سواره اندک ایشان شکست خوردند و یک نیروی هزار نفره رومی موفق شد نیروهای دشمن را شکست داد پس از آن نیروهای اتحادیه به سمت دیوارهای شهر عقب نشستند و دیائوس به آرکادیا گریخت و در آنجا خودکشی کرد

## غارت کورنت
پس از شکست باقی مانده سربازان و برخی از اهالی متواری شدند اما رومیان از ترس کمین، تا سه روز پس از جنگ وارد کورنت نشدند. رومی‌ها هنگامی که در کورنت بودند، کل جمعیت بزرگسال مرد را کشتند و تمام زنان و کودکان را به بردگی کشیدند، پس از آن شهر توسط ارتش پیروز روم غارت شد و به کلی نابود شد و تمام گنجینه‌ها و هنر شهر به غارت رفت. این نمایش ظالمانه ظاهراً بی‌مورد احتمالاً ناشی از دستورالعمل‌های مجلس سنا بود که توسط لابی بازرگانان به جهت اشتیاق برای از بین بردن یک رقیب خطرناک تجاری تنظیم شده بود، به گفته پولیبیوس، مومیوس قادر به مقاومت در برابر فشار اطرافیان خود نبود لیوی می‌نویسد که مومیوس هیچ‌یک از غنایم را برای خود اختصاص نداد و او را به خاطر صداقت ستایش می‌کند. سرنوشت کورنت بسیار مشابه سرنوشت کارتاژ در همان ایام بود. پولیبیوس از بی احتیاطی سربازان رومی یاد می‌کند، کسانی که آثار هنری را از بین می‌بردند یا مانند اشیا سرگرم‌کننده با آنها رفتار می‌کردند با این حال، آنها احترام زیادی به مجسمه‌های فیلوپومن نشان دادند، هم برای شهرت او و هم اینکه او اولین متحد رم در یونان بود. مومیوس از نظر هنری بسیار نادان بود - هنگام حمل مجسمه‌ها و نقاشی‌های بی‌ارزش به ایتالیا، دستور داد که به پیمانکاران هشدار داده شود که در صورت از دست دادن آنها، مجبور به جایگزینی آنها با مجسمه‌های جدید می‌شوند. فتح کورنت ورود بسیاری از آثار هنری یونان به دنیای روم بود، و این فرهنگ را بیشتر در معرض فرهنگ یونان قرار داد و زمینه را برای توسعه جهان یونان و روم فراهم کرد.

## عواقب
این نبرد به عمر اتحادیه پایان داد یونان به استان تازه تأسیس مقدونیه الحاق شد (اگرچه به برخی از شهرهاخودمختاری داده شد) و کنترل مستقیم روم بر سرزمین اصلی یونان برقرار شد. تا صد سال کورنت تبدیل به ویرانه ای شد و تازه در زمان سزار بود که مجدداً به آن رونق برگشت.

## تصاویر

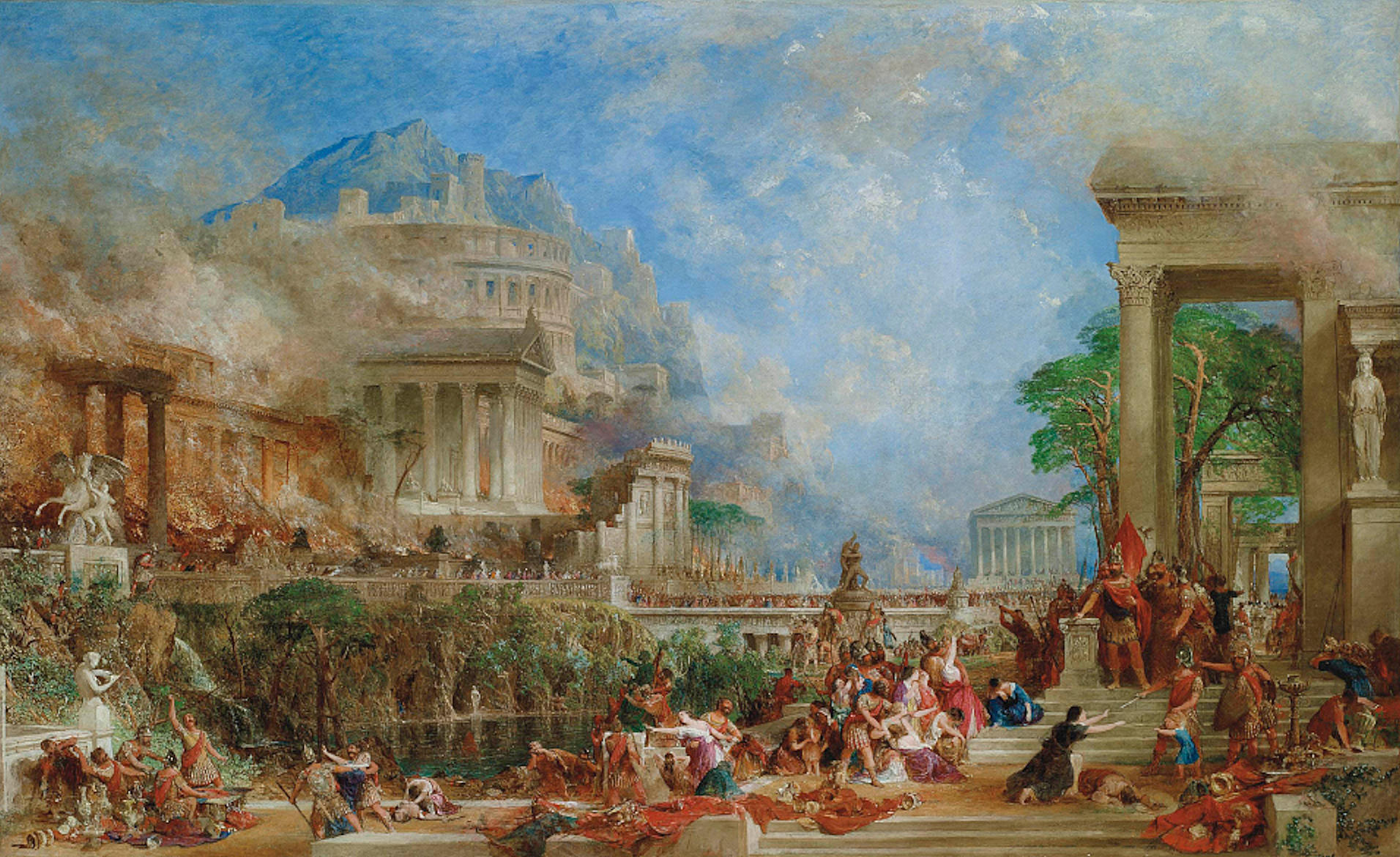
غارت کورنت, اثر توماس آلوم
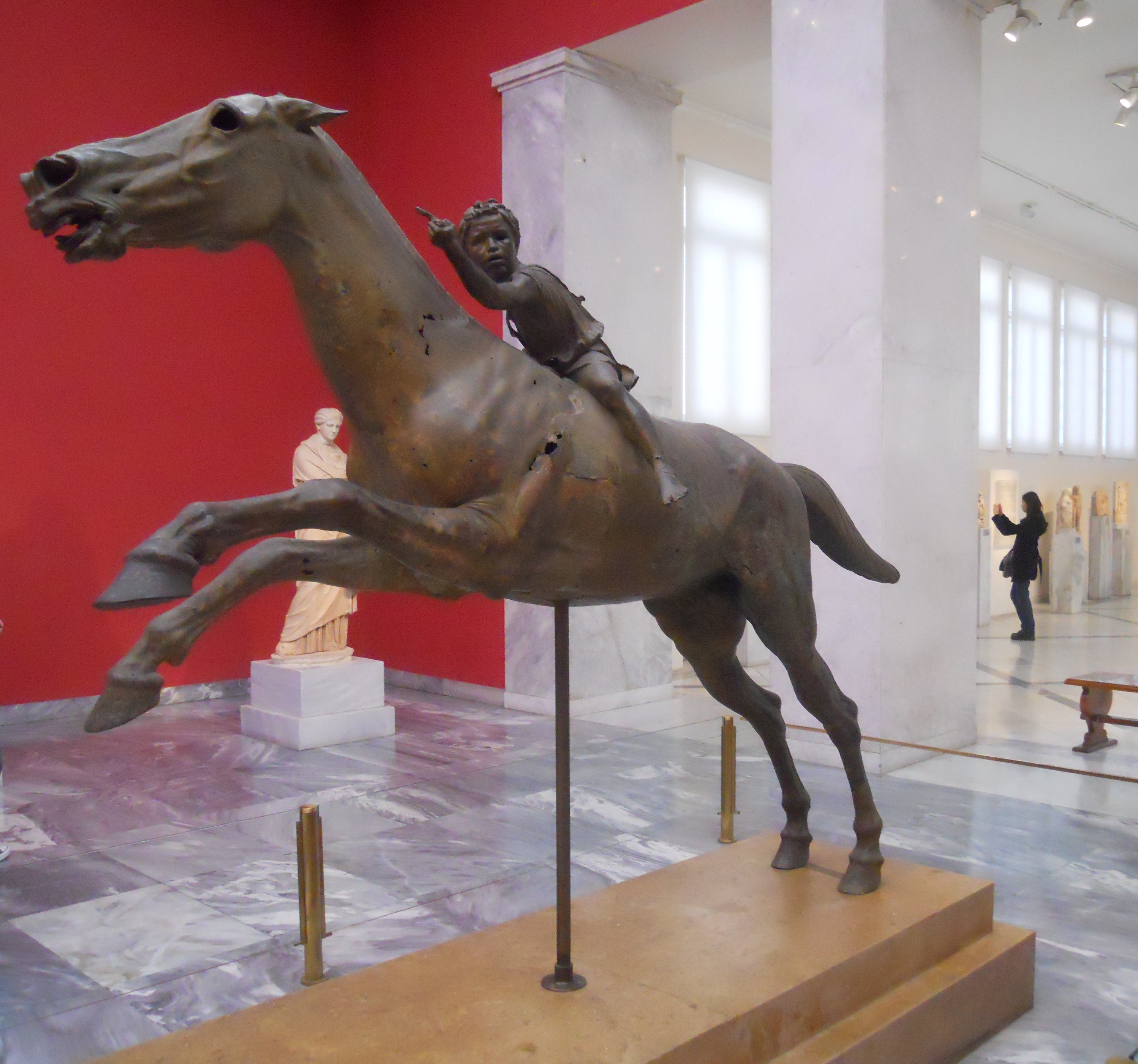
,  مجسمه ای که ممکن است از کورنت گرفته شده باشد
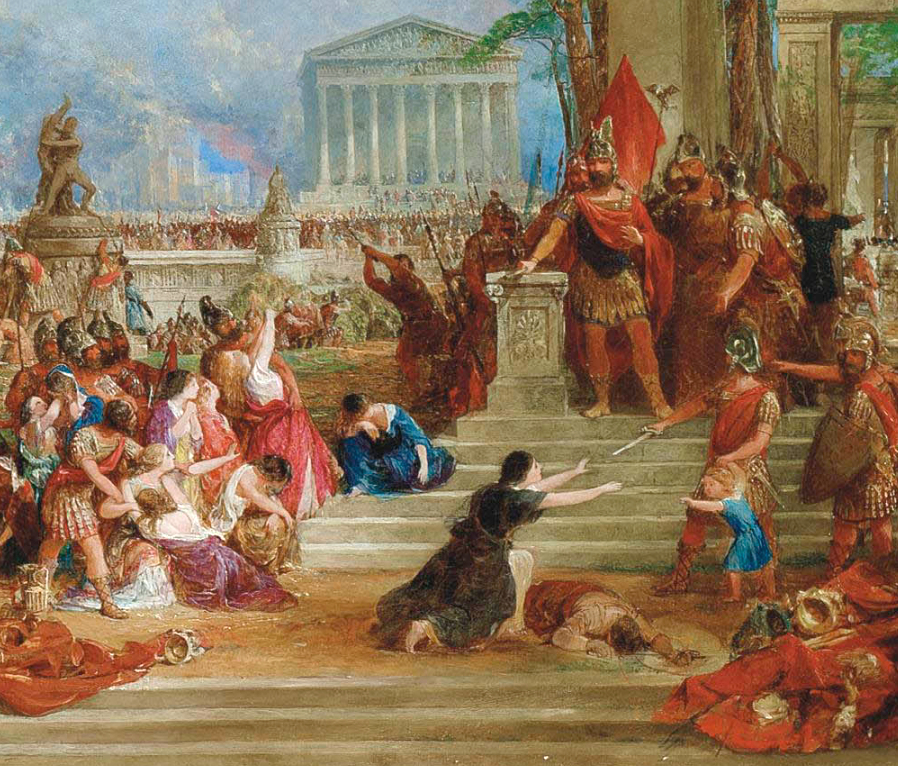
ژنرال رومی لوسیوس مومیوس آخیکوس در غارت کورنت, اثر توماس آلوم
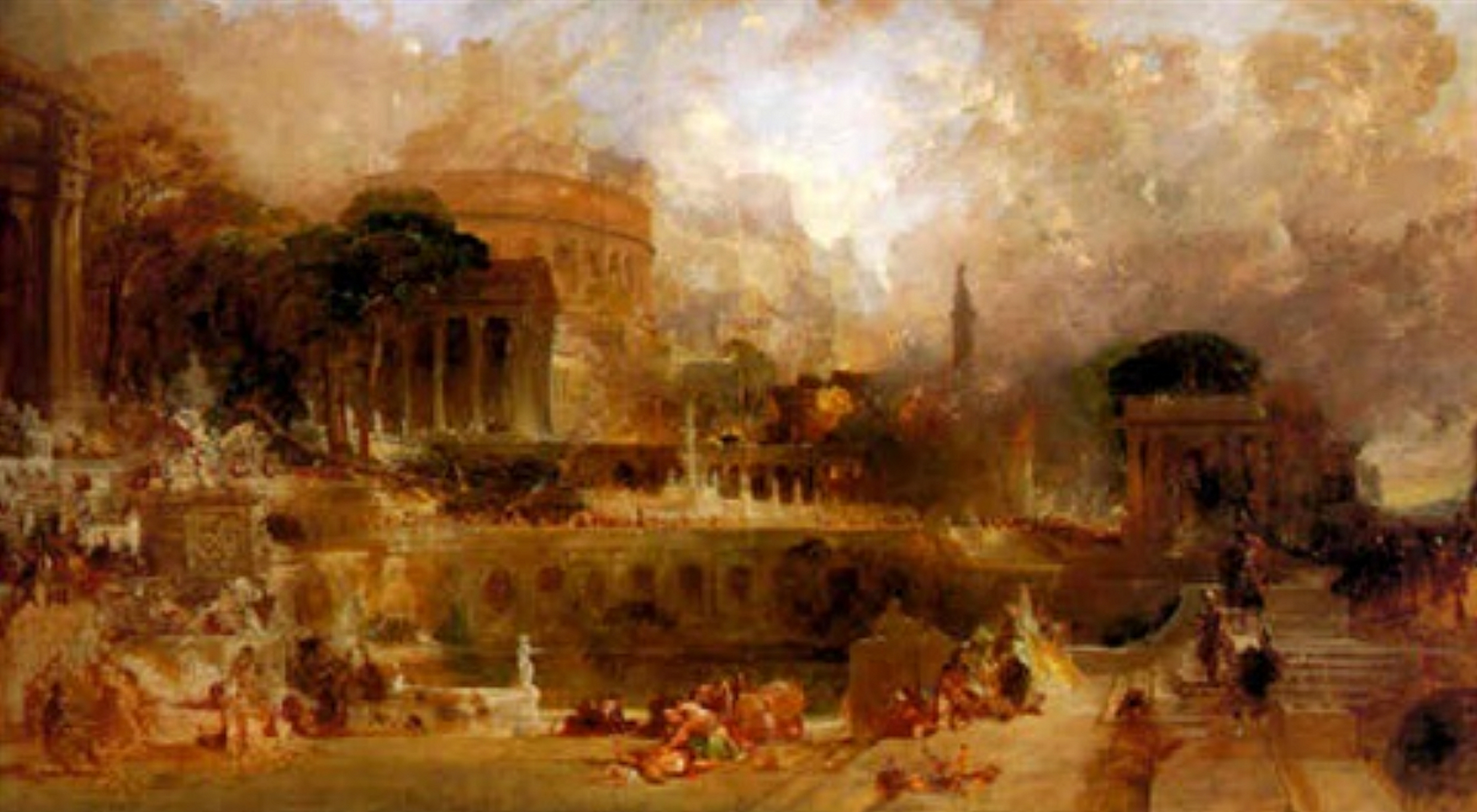
ویرانی کورنت, اثر توماس آلوم
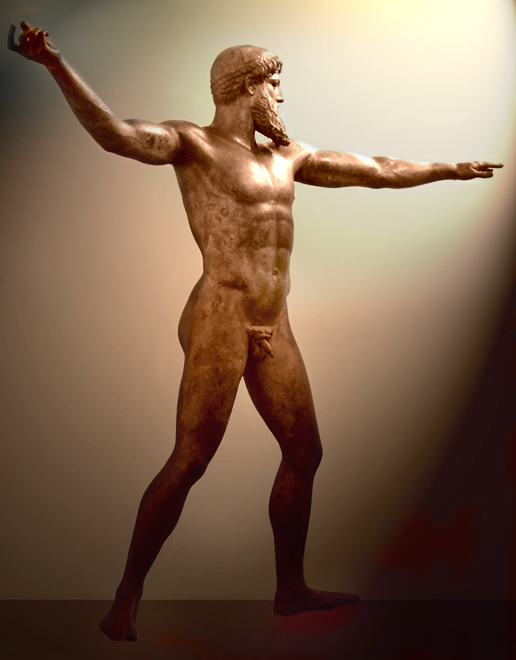
آرتمیزیوم برنزی,مجسمه بدست آمده ددر غارت کورنت

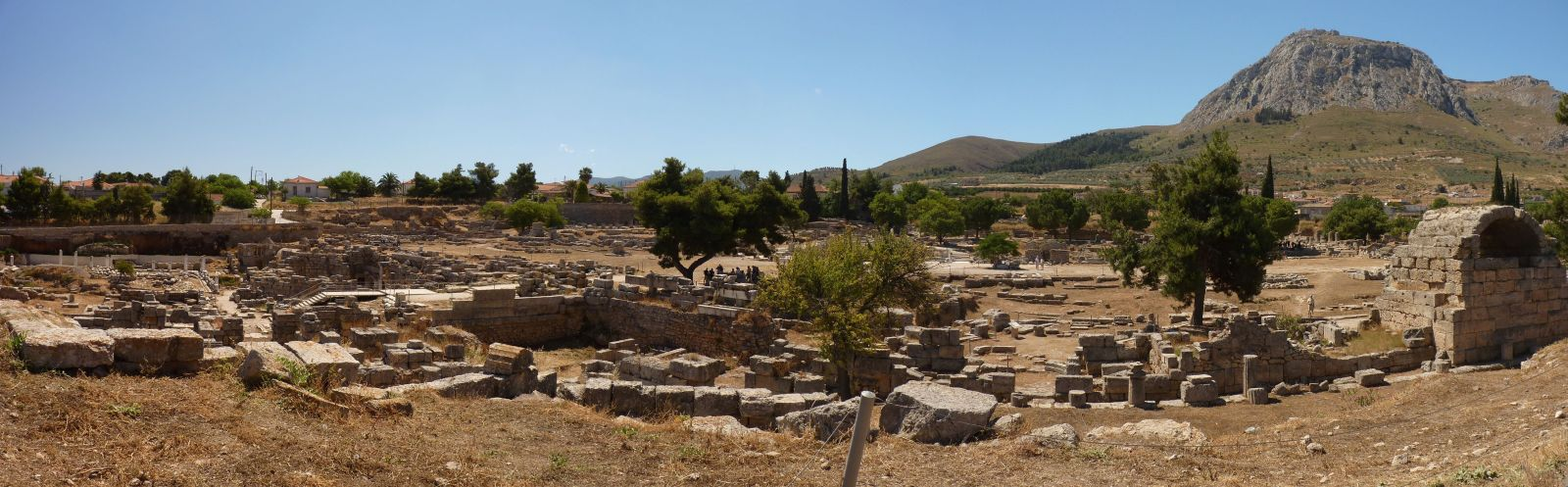
چشم اندازی از ویرانه‌های کورنت